# Confédération des Khmers nationalistes
La Confédération des Khmers nationalistes est un mouvement créé en 1979 à Pyongyang (Corée du Nord) par le prince Norodom Sihanouk, ancien roi et chef d'État du Cambodge.